# Черкесоведение
Адыговедение — комплекс гуманитарных дисциплин, изучающий язык, историю, фольклор, литературу, и этнокультуру адыгов: адыгейцев, кабардинцев, черкесов, а также близкородственных убыхов и абазин, включая памятники материальной и духовной культуры.
Особым объектов исследований является древнейший памятник культуры адыгского этноса — Нартский эпос, в котором отражены древнейшие представления людей о мире на ранней стадии развития человеческого общества, их занятия, этические нормы и философские представления, особенности быта, нравов и т. д.
Адыговедение является составной частью Кавказоведения, в которой отдельно ещё исследуются, изучаются черкесоведение, кабардиноведение, абхазоведение, Арменистика, Картвелология и т. д..
Адыгский этнос имеет длительную историю, обозримые горизонты которого начинаются с памятников Майкопской археологической культуры, в ходе этой истории его культура, нравы, обычай и этикет оказали существенное влияние на соседние народы Кавказа, Закавказья, Крыма и Дона, и сам подвергся ответному влиянию, взаимопроникновению культур.

## Центры адыговедения в России
Основным специализированным научным центром адыговедения в Российской Федерации является Адыгейский республиканский институт гуманитарных исследований имени Т.М. Керашева (сокращенно — АРИГИ), который обладает соответствующими отделениями археологии, этнографии, нартоведения и т. д., обладает научными кадрами, библиотекой и иными материальными возможностями.
Следующим значимым научным и образовательным центром адыговедения — Факультет Адыгейской филологии и культуры в Адыгейском государственном университете,
где имеются две кафедры :
- адыгейской филологии (зав. — Хачемизова Мира Нуховна)
- истории и культуры адыгов (зав. — Унарокова Раиса Батмирзовна[2])

а также три центра :
- центр исследования проблем адыгейской филологии (зав. — Хачемизова Мира Нуховна)
- центр адыговедения (зав. — Унарокова Раиса Батмирзовна[2])
- центр кавказоведения (зав. — Шаов Аскер Абубакирович)

## Центры адыговедения за рубежом
За рубежом, научный центр адыговедения (черкессоведения) пока известен только в Израиле, создан в 1993 году израильским правительством в г. Рихания с наименованием «Черкесский институт изучения кавказских народов», с отделением в г. Кфар-Кама (см. Израильские черкесы). Институт занимается изучением черкесского (адыгейского) языка и истории, осуществляет повышение квалификации учителей адыгейского языка и т. п.

## Древнейшие деятели, внесшие первый вклад в адыговедение
Геродот, Страбон, Псевдо-Скилак, Псевдо-Скимн, Гекатей Милетский, Полибий, Скимн Хиосский, Скилакс Кориандинский, Эвлия Челеби, Джорджо Интериано

## Лингвисты, внесшие вклад в адыговедение
- Старостин, Сергей Анатольевич
- Турчанинов, Георгий Фёдорович
- Атажукин, Кази Мусабиевич
- Услар, Пётр Карлович
- Берсей, Умар Хапхалович
- Ногмов, Шора
- Султан Хан-Гирей
- Люлье, Леонтий Яковлевич
- Ашхамаф, Дауд Алиевич
- Яковлев, Николай Феофанович
- Сизов, Владимир Ильич
- Николаев, Сергей Львович
- Дирр, Адольф

## Археологи, внёсшие существенный вклад в адыговедение
- Веселовский, Николай Иванович — первооткрыватель Майкопской археологической культуры.
- Гимбутас, Мария — автор курганной гипотезы, распространения индоевропейцев, 2-волна которой начиналась с Майкопской археологической культуры.
- Марковин, Владимир Иванович — советский и российский археолог, внесший значительный вклад в изучение дольменов Северного Кавказа и Абхазии.
- Лесков, Александр Михайлович
- Аутлев, Пшимаф Улагаевич — один из крупнейших археологов, занимавшихся Северо-Западным Кавказом.
- Ловпаче, Нурбий Газизович
- Эрлих, Владимир Роальдович — один из крупнейших исследователей ульских курганов
- Резепкин, Алексей Дмитриевич — исследователь важнейших памятников новосвободненской культуры. Раскопал курган "Серебряный".
- Сафронов, Владимир Александрович

## Писатели, поэты, внёсшие вклад в адыговедение
- Машбаш, Исхак Шумафович
- Куек, Нальбий Юнусович
- Шинкуба, Баграт Васильевич
- Керашев, Тембот Магометович
- Шогенцуков, Али Асхадович
- Хатков, Ахмед Джанхотович
- Гадагатль Аскер Магамудович — адыгейский писатель, поэт, учёный-филолог, внесший существенный вклад в изучение Нартского эпоса.